# Occidozyga laevis
Occidozyga laevis är en groddjursart som först beskrevs av Günther 1858.  Occidozyga laevis ingår i släktet Occidozyga och familjen Dicroglossidae. IUCN kategoriserar arten globalt som livskraftig. Inga underarter finns listade i Catalogue of Life.